# Változékony csüngőlepke
A változékony csüngőlepke (Zygaena ephialtes)  a valódi csüngőlepkék (Zygaeninae) alcsaládjának egyik, Magyarországon is honos faja.

## Elterjedése, élőhelye
Főleg hazánk hegy- és dombvidékein gyakori.

## Megjelenése
Szárnyai feketék, fehér, sárga vagy piros foltokkal, de a potrohgyűrűje mindig sárga. Nemcsak a foltok színe, de számuk is populációnként más és más.
|  |

## Életmódja
A lepkék a nyári hónapokban, a napfényes órákban repülnek, többnyire más Zygaena fajokkal együtt. Virágokról táplálkoznak, leginkább az üde virágos réteken. Petéit csomókban rakja le, és a peték telelnek át. A hernyók pillangósvirágúakon élnek. Fő gazdanövényeik:
- tarka koronafürt (Coronilla varia),
- lucerna (Medicago sativa).

## Külső hivatkozások
- Mészáros Zoltán – Szabóky Csaba: A magyarországi molylepkék gyakorlati albuma. Budapest: Agroinform. 2005.  arch Hozzáférés: 2018. április 6. (PDF)